# Nizam al-Din Ahmad III
Nizam al-Din Ahmad III fou sultà bahmànida del Dècan (1461-1463), fill i successor d'Ala al-Din Humayun.
A la mort de Humayun, assassinat mentre dormia per un servidor de palau el 4 de setembre de 1461, Nizam al-Din Ahmad III el va succeir quan només tenia 8 anys. Tenia el suport de Shah Muhib-ul-la i de Syed-us-Sadat Syed Hanif. El rei difunt havia designat un consell de regència format per Khwaja-e-Jahan Turk, el primer ministre Mahmud Gawan i la reina mare Makhduma-e-Jahan Nargis Begum. Aquesta darrera fou qui realment va governar. Tots els presoners del període d'Humayun foren alliberats.
Ahmad III va morir la mateix nit del dia que es va casar el 30 de juliol de 1463. El va succeir el seu germà petit Muhammad Khan amb el nom de Shams al-Din Muhammad III.